# نيوارك (أوهايو)
نيوارك (بالإنجليزية: Newark, Ohio)‏ هي مدينة تقع في الولايات المتحدة في مقاطعة ليكنغ، أوهايو. يقدر عدد سكانها بـ 47,573 نسمة ومساحتها 55.35 كم2 وترتفع عن سطح البحر 254 متر.

## التركيبة السكانية
قام مكتب تعداد الولايات المتحدة بتحديد بيانات التركيبة السكانية لنيوارك في تعداد الولايات المتحدة. في ما يلي، التركيبة السكانية حسب تعدادي 2000 و2010.

### تعداد عام 2000
بلغ عدد سكان نيوارك 100 نسمة بحسب تعداد عام 2000، وبلغ عدد الأسر 45 أسرة وعدد العائلات 27 عائلة مقيمة في القرية.
وتوزع التركيب العرقي للقرية بنسبة 99.00% من البيض و 1.00% من الأمريكيين ذوي الأصول الآسيوية.
بلغ عدد الأسر 45 أسرة كانت نسبة 24.4% منها لديها أطفال تحت سن الثامنة عشر تعيش معهم، وبلغت نسبة الأزواج القاطنين مع بعضهم البعض 55.6% من أصل المجموع الكلي للأسر، وكانت نسبة 40.0% من غير العائلات. تألفت نسبة 40.0% من أصل جميع الأسر من أفراد ونسبة 15.6% كانوا يعيش معهم شخص وحيد يبلغ من العمر 65 عاماً فما فوق. وبلغ متوسط حجم الأسرة المعيشية 3.00، أما متوسط حجم العائلات فبلغ 2.22.
بلغ العمر الوسطي للسكان 40 عاماً. وكانت نسبة 25.0% من القاطنين تحت سن الثامنة عشر، وكانت نسبة 6.0% بين الثامنة عشر والأربعة وعشرون عاماً، ونسبة 27.0% كانت واقعةً في الفئة العمرية ما بين الخامسة والعشرون حتى والأربعة وأربعون عاماً، ونسبة 23.0% كانت ما بين الخامسة والأربعون حتى الرابعة والستون، ونسبة 19.0% كانت ضمن فئة الخامسة والستون عاماً فما فوق. يوجد لكل 100 أنثى 132.6 ذكر، ويوجد لكل 100 أنثى في الثامنة عشر من عمرها فما فوق 127.3 ذكر.
بلغ متوسط دخل الأسرة في القرية 20,250 دولار، أما متوسط دخل العائلة فبلغ 24,792 دولار. وكان متوسط دخل الذكور 21,250 دولار مقابل 26,250 دولار للإناث. وسجل دخل الفرد الخاص بالقرية 10,634 دولار.

### تعداد عام 2010
بلغ عدد سكان نيوارك 47,573 نسمة بحسب تعداد عام 2010، وبلغ عدد الأسر 19,840 أسرة وعدد العائلات 12,057 عائلة مقيمة في المدينة. في حين سجلت الكثافة السكانية 2,278.4 نسمة لكل ميل مربع (879.7/كم2). وبلغ عدد الوحدات السكنية 21,976 وحدة بمتوسط كثافة قدره 1,052.5 لكل ميل مربع (406.4/كم2).
وتوزع التركيب العرقي للمدينة بنسبة 92.8% من البيض و 0.3% من الأمريكيين الأصليين و 0.6% من الأمريكيين ذوي الأصول الآسيوية و 3.3% من الأمريكيين الأفارقة و 2.6% من عرقين مختلطين أو أكثر.
بلغ عدد الأسر 19,840 أسرة كانت نسبة 30.8% منها لديها أطفال تحت سن الثامنة عشر تعيش معهم، وبلغت نسبة الأزواج القاطنين مع بعضهم البعض 40.7% من أصل المجموع الكلي للأسر، ونسبة 14.8% من الأسر كان لديها معيلات من الإناث دون وجود شريك، بينما كانت نسبة 5.3% من الأسر لديها معيلون من الذكور دون وجود شريكة وكانت نسبة 39.2% من غير العائلات. تألفت نسبة 31.9% من أصل جميع الأسر من أفراد ونسبة 12.3% كانوا يعيش معهم شخص وحيد يبلغ من العمر 65 عاماً فما فوق. وبلغ متوسط حجم الأسرة المعيشية 2.94، أما متوسط حجم العائلات فبلغ 2.35.
بلغ العمر الوسطي للسكان 37.3 عاماً. وكانت نسبة 24% من القاطنين تحت سن الثامنة عشر، وكانت نسبة 9.9% بين الثامنة عشر والأربعة وعشرون عاماً، ونسبة 25.6% كانت واقعةً في الفئة العمرية ما بين الخامسة والعشرون حتى والأربعة وأربعون عاماً، ونسبة 26% كانت ما بين الخامسة والأربعون حتى الرابعة والستون، ونسبة 14.5% كانت ضمن فئة الخامسة والستون عاماً فما فوق. وتوزع التركيب الجنسي للسكان بنسبة 47.8% ذكور و52.2% إناث.

## أعلام
- إستر أبلين عالمة جيولوجيا وعالمة أحفوريات أمريكية (1895-1972).